# Signy-l'Abbaye
Signy-l'Abbaye je naselje in občina v severnem francoskem departmaju Ardeni regije Šampanja-Ardeni. Leta 1999 je naselje imelo 1.340 prebivalcev.

## Geografija
Kraj se nahaja na severu pokrajine Šampanje ob reki Vaux znotraj naravnega parka Porcien, 27 km zahodno od središča departmaja Charleville-Mézières.

## Uprava
Signy-l'Abbaye je sedež istoimenskega kantona, v katerega so poleg njegove vključene še občine Barbaise, Clavy-Warby, Dommery, Gruyères, Jandun, Lalobbe, Launois-sur-Vence, Maranwez, Neufmaison, Raillicourt in Thin-le-Moutier s 3.816 prebivalci.
Kanton je sestavni del okrožja Charleville-Mézières.

## Zanimivosti
- cistercijanska opatija Notre-Dame de Signy, ustanovljena 25. marca 1135, podržavljena in uničena v času francoske republike,
- cerkev saint-Claude,
- sončna ura - armilarna sfera